# Villarroya de la Sierra (kommunhuvudort)
Villarroya de la Sierra är en kommunhuvudort i Spanien.   Den ligger i provinsen Provincia de Zaragoza och regionen Aragonien, i den nordöstra delen av landet, 200 km nordost om huvudstaden Madrid. Villarroya de la Sierra ligger 749 meter över havet och antalet invånare är 612.
Terrängen runt Villarroya de la Sierra är kuperad norrut, men söderut är den platt. Runt Villarroya de la Sierra är det glesbefolkat, med 12 invånare per kvadratkilometer. Närmaste större samhälle är Calatayud, 16,9 km sydost om Villarroya de la Sierra. Omgivningarna runt Villarroya de la Sierra är i huvudsak ett öppet busklandskap.